# Vernor Vinge
Vernor Steffen Vinge (Waukesha, 2 de outubro de 1944 – La Jolla, 20 de março de 2024) foi um norte-americano autor de ficção científica e professor aposentado. Ele ensinou matemática e ciência da computação na Universidade Estadual de San Diego.

## Carreira
É mais conhecido por seu romance A Fire Upon the Deep (1992), pelo qual recebeu o Prêmio Hugo, bem como por seu ensaio The Technological Singularity (1993), em que defende a tese de que o crescimento exponencial da tecnologia chegará a um ponto, a singularidade tecnológica, a partir do qual não será mais possível sequer especular sobre as consequências. Vinge morreu no 20 de março de 2024, aos 79 anos.

## Publicações

### Romances

#### Realtime/Bobble series
- The Peace War (1984) ISBN 0-312-94342-3[4]
- Marooned in Realtime (1986) ISBN 0-312-94295-8[5]

#### Série Zones of Thought
- A Fire Upon the Deep (1992)[1]
- A Deepness in the Sky (1999)[6]
- The Children of the Sky (2011)

#### Romances autônomos
- Grimm's World (1969), expanded as Tatja Grimm's World (1987)
- The Witling (1976)
- Rainbows End (2006) ISBN 0-312-85684-9[7]

### Coleções
- Across Realtime (1986) ISBN 0-671-72098-8
  - The Peace War
  - "The Ungoverned"
  - Marooned in Realtime
- True Names ... and Other Dangers (1987) ISBN 0-671-65363-6
  - "Bookworm, Run!"
  - "True Names" (1981)
  - "The Peddler's Apprentice" (com Joan D. Vinge)
  - "The Ungoverned" (ocorre no mesmo ambiente que The Peace War and Marooned in Realtime)
  - "Long Shot"
- Threats... and Other Promises (1988) ISBN 0-671-69790-0 (esses dois volumes coletam contos de ficção de Vinge até o final dos anos 1980)
  - "Apartness"
  - "Conquest by Default" (ocorre no mesmo meio que "Apartness")
  - "The Whirligig of Time"
  - "Gemstone"
  - "Just Peace" (com William Rupp)
  - "Original Sin"
  - "The Blabber" (ocorre no mesmo ambiente que A Fire Upon the Deep)
- True Names and the Opening of the Cyberspace Frontier (2001) ISBN 0-312-86207-5
- The Collected Stories of Vernor Vinge (2001) ISBN 0-312-87373-5 (hardcover) or ISBN 0-312-87584-3 (brochura) (Este volume coleta contos de ficção de Vinge em 2001 (exceto "Nomes verdadeiros"), incluindo Comentários de Vinge dos dois volumes anteriores.)
  - "Bookworm, Run!"
  - "The Accomplice"
  - "The Peddler's Apprentice" (com Joan D. Vinge)
  - "The Ungoverned"
  - "Long Shot"
  - "Apartness"
  - "Conquest by Default"
  - "The Whirligig of Time"
  - "Bomb Scare"
  - "The Science Fair"
  - "Gemstone"
  - "Just Peace" (com William Rupp)
  - "Original Sin"
  - "The Blabber"
  - "Win a Nobel Prize!" (publicado originalmente na Nature, Vol 407 No 6805 "Futures")[8]
  - "The Barbarian Princess" (esta também é a primeira seção do "Tatja Grimm's World")
  - "Fast Times at Fairmont High" (ocorre no mesmo ambiente que Rainbows End)

### Ensaios
- "The Coming Technological Singularity: How to Survive in the Post-Human Era" (1993), Whole Earth Review[2]
- "2020 Computing: The creativity machine" (2006), Nature[9]
- "The Disaster Stack" (2017) Chasing Shadows[10]

### Ficção curta
- "A Dry Martini" (The 60th World Science Fiction Convention ConJosé Restaurant Guide, page 60)[11]
- "The Cookie Monster" (Analog Science Fiction, 2003)
- "Synthetic Serendipity", IEEE Spectrum Online, 2004[12]
- "A Preliminary Assessment of the Drake Equation, Being an Excerpt from the Memoirs of Star Captain Y.-T. Lee" (2010) (Gateways: Original New Stories Inspired by Frederik Pohl, 2010)
- "BFF's first adventure", (originally published in Nature, Vol 518 No 7540 "Futures")[13]
- "Legale", originally published in Nature, Vol 548 No 7666 "Futures")[14]

### Sobre Vinge
- Vernor Vinge, at Worlds Without End
- [vrinimi.org «Rainbows End (2006)»] Verifique valor |url= (ajuda) official website
- Hafner, Katie (2 de agosto de 2001). «A Scientist's Art: Computer Fiction». The New York Times. p. G1

### Ensaios e discursos
- The Coming Technological Singularity: How to Survive in the Post-Human Era, 1993
- Accelerating Change 2005: Vernor Vinge Keynote Address (gravação de áudio MP3 de 64 kbit / s, 40 minutos de duração)
- Seminars About Long-term Thinking: Vernor Vinge (Resumo e gravação de áudio em MP3 de um discurso de 2007, 91 minutos de duração)
- "2020 Computing: The creativity machine", da Nature magazine, 23 de março de 2006.
- Vernor Vinge's keynote address at the 2006 Austin Games Conference.

### Entrevistas
- Interview on Fresh Air, 2000 (audio)
- Interviews on the podcast series The Future and You: April 8, 2006, May 1, 2006 (audio)
- Interview by Glenn Reynolds and Helen Smith, April 26, 2006 (podcast)
- Interview by Reason, 2007
- Interview for the singularity symposium, 2011 (podcast)